# Amygdalum sagittatum
Amygdalum sagittatum är en musselart som beskrevs av Alfred Rehder 1934. Amygdalum sagittatum ingår i släktet Amygdalum och familjen blåmusslor. Inga underarter finns listade i Catalogue of Life.